# Maarja Johanna Mägi

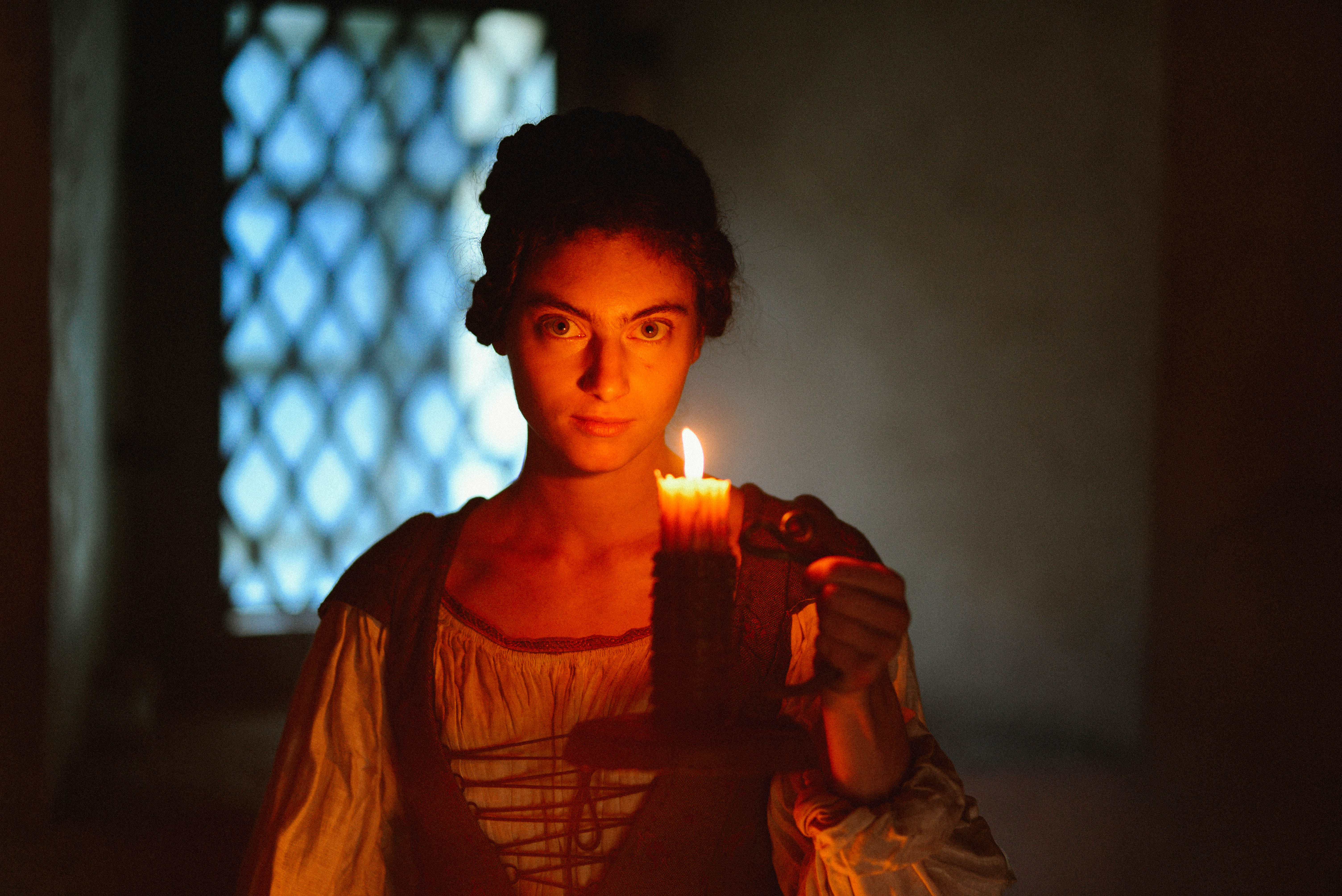
Maarja Johanna Mägi (2020)

Maarja Johanna Mägi (* 24. März 1997 in Tartu) ist eine estnische Schauspielerin.

## Leben und Karriere
Maarja Johanna Mägi wurde am 24. März 1997 in Tartu geboren. Ihr Studium an der Estnischen Musik- und Theaterakademie in Tallinn schloss sie 2020 ab. Für ihre Rolle in Melchior the Apothecary wurde sie bei den Eesti filmi- ja teleauhinnad (EFTA) gala als beste Hauptdarstellerin ausgezeichnet. Im selben Jahr trat sie in dem Film Melchior the Apothecary. The Ghost auf. Unter anderem wurde Mägi 2022 für die Serie Faulty Brides gecastet.

## Filmografie
Filme
- 2019: Janu
- 2022: Hüvastijätt
- 2022: Valge vale
- 2022: Apteeker Melchior
- 2022: Apteeker Melchior. Viirastus
- 2022: Apteeker Melchior. Timuka tütar

Serien
- 2022: Piloot
- 2023: Luise ja Oliver